# Messico ai Giochi della XXVIII Olimpiade
Il Messico partecipò ai Giochi della XXVIII Olimpiade, svoltisi ad Atene, Grecia, dal 13 al 29 agosto 2004, con una delegazione di 109 atleti impegnati in venti discipline.

## Risultati

### Calcio
- Uomini

| Atleta | Classifica |                    |
| --- | --- | ------------------ |
| V · D · M Nazionale olimpica messicana · Calcio ai Giochi Olimpici Estivi 2004 1 Corona · 2 F. Rodríguez · 3 M. Pérez · 4 I. Rodríguez · 5 López · 6 Galindo · 7 Sinha · 8 Martínez · 9 Bravo · 10 L. Pérez · 11 Márquez Lugo · 12 Pineda · 13 Ponce · 14 García · 15 Sánchez · 16 Íñiguez · 17 Espinoza · 18 Ochoa · CT : La Volpe | 11° |                    |
| Nazionale olimpica messicana · Calcio ai Giochi Olimpici Estivi 2004 | |                    |
| 1 Corona · 2 F. Rodríguez · 3 M. Pérez · 4 I. Rodríguez · 5 López · 6 Galindo · 7 Sinha · 8 Martínez · 9 Bravo · 10 L. Pérez · 11 Márquez Lugo · 12 Pineda · 13 Ponce · 14 García · 15 Sánchez · 16 Íñiguez · 17 Espinoza · 18 Ochoa · CT: La Volpe                                                                                 | 1 Corona · 2 F. Rodríguez · 3 M. Pérez · 4 I. Rodríguez · 5 López · 6 Galindo · 7 Sinha · 8 Martínez · 9 Bravo · 10 L. Pérez · 11 Márquez Lugo · 12 Pineda · 13 Ponce · 14 García · 15 Sánchez · 16 Íñiguez · 17 Espinoza · 18 Ochoa · CT: La Volpe | Messico (bandiera) |

- Donne

| Atleta | Classifica |                    |
| --- | --- | ------------------ |
| V · D · M Nazionale messicana femminile · Calcio ai Giochi Olimpici Estivi 2004 1 Molina · 2 Gómez · 3 Sandoval · 4 González · 5 Castillo · 6 Vergara · 7 López · 8 Leyva · 9 Domínguez · 10 Mora · 11 Pérez · 12 Maravillas · 13 Saucedo · 14 Gutiérrez · 15 Valderrama · 16 Martínez · 17 Worbis · 18 Tajonar · 20 Ocampo · 21 Muñoz · 22 García · CT : Cuéllar | 8° |                    |
| Nazionale messicana femminile · Calcio ai Giochi Olimpici Estivi 2004 | |                    |
| 1 Molina · 2 Gómez · 3 Sandoval · 4 González · 5 Castillo · 6 Vergara · 7 López · 8 Leyva · 9 Domínguez · 10 Mora · 11 Pérez · 12 Maravillas · 13 Saucedo · 14 Gutiérrez · 15 Valderrama · 16 Martínez · 17 Worbis · 18 Tajonar · 20 Ocampo · 21 Muñoz · 22 García · CT: Cuéllar                                                                                  | 1 Molina · 2 Gómez · 3 Sandoval · 4 González · 5 Castillo · 6 Vergara · 7 López · 8 Leyva · 9 Domínguez · 10 Mora · 11 Pérez · 12 Maravillas · 13 Saucedo · 14 Gutiérrez · 15 Valderrama · 16 Martínez · 17 Worbis · 18 Tajonar · 20 Ocampo · 21 Muñoz · 22 García · CT: Cuéllar | Messico (bandiera) |